# Arrondissement de Créteil
L'arrondissement de Créteil est une division administrative française, située dans le département du Val-de-Marne et la région Île-de-France.

## Composition

### Composition avant 2015
- canton d'Alfortville-Nord
- canton d'Alfortville-Sud
- canton de Boissy-Saint-Léger
- canton de Bonneuil-sur-Marne
- canton de Charenton-le-Pont
- canton de Choisy-le-Roi
- canton de Créteil-Nord
- canton de Créteil-Ouest
- canton de Créteil-Sud
- canton d'Ivry-sur-Seine-Est
- canton d'Ivry-sur-Seine-Ouest
- canton de Maisons-Alfort-Nord
- canton de Maisons-Alfort-Sud
- canton d'Orly

Localisation de l'arrondissement depuis 2015.

- canton de Saint-Maur-des-Fossés-Centre
- canton de Saint-Maur-des-Fossés-Ouest
- canton de Saint-Maur-La Varenne
- canton de Sucy-en-Brie
- canton de Valenton
- canton de Villecresnes
- canton de Villeneuve-le-Roi
- canton de Villeneuve-Saint-Georges
- canton de Vitry-sur-Seine-Est
- canton de Vitry-sur-Seine-Nord
- canton de Vitry-sur-Seine-Ouest

### Découpage communal depuis 2015
Depuis 2015, le nombre de communes des arrondissements varie chaque année soit du fait du redécoupage cantonal de 2014 qui a conduit à l'ajustement de périmètres de certains arrondissements, soit à la suite de la création de communes nouvelles. Le nombre de communes de l'arrondissement de Créteil est ainsi de 23 en 2015 et 16 en 2019.
Au 1er janvier 2024, l'arrondissement groupe les 16 communes suivantes :
1. Alfortville
2. Boissy-Saint-Léger
3. Bonneuil-sur-Marne
4. Chennevières-sur-Marne
5. Créteil
6. Limeil-Brévannes
7. Mandres-les-Roses
8. Marolles-en-Brie
9. Noiseau
10. Ormesson-sur-Marne
11. Périgny
12. Le Plessis-Trévise
13. La Queue-en-Brie
14. Santeny
15. Sucy-en-Brie
16. Villecresnes

## Démographie
En 2022, l'arrondissement comptait 324 088 habitants.
| 1968    | 1975    | 1982    | 1990    | 1999    | 2006    | 2011    | 2016    | 2021    |
| ------- | ------- | ------- | ------- | ------- | ------- | ------- | ------- | ------- |
| 580 289 | 621 994 | 616 364 | 628 251 | 625 868 | 667 405 | 687 066 | 310 758 | 323 676 |

| 2022    | - | - | - | - | - | - | - | - |
| ------- | - | - | - | - | - | - | - | - |
| 324 088 | - | - | - | - | - | - | - | - |